# جغرافيا الوطن العربي

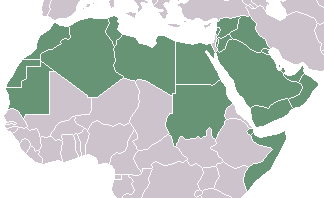
خريطة الوطن العربي

العالم العربي يمتد عبر أكثر من 13000000 كيلو متر مربع (5000000 ميل مربع) من شمال أفريقيا إلى الجزء الغربي من آسيا.اصغر بلد متصل مع اليابسة هو لبنان 10452 كم واصغر بلد عربي بشكل عام هو البحرين. كل الدول العربية لديها سواحل بحرية طويلة ما عدا العراق[بحاجة لمصدر]، إذ أن سواحله محدودة، حيث تطل على الخليج العربي.

## حدود الوطن العربي
توصل المؤرخون إلى أن الوطن كان موجود منذ قديم الزمان ولكن لم تكن حدوده واضحة مثل هذه الأيام، ولكن بعد أن استعمر الأوروبيون العالم العربي، وتم تسميته بالوطن العربي، وحدود الوطن العربي هي عبارة عن مصطلح جغرافي وسياسي، حيث أنه تم إطلاق هذا اللقب على منطقة ذات حدود جغرافية تحدها من جهاتها الأربعة دول عربية، ولها هدف سياسي وهو تجزئة العالم وعزل العرب عن العالم الغربي، ويشترك أهل الوطن العربي في اللغة والثقافة والدين، كما أنه يمتد من المحيط الأطلسي في جهة الغرب إلى بحر العرب والخليج العربي في جهة الشرق، كما أن هذه المنطقة تضم الدول المنضوية تحت جامعة الدول العربية في غرب آسيا وشمال أفريقيا وشرقها، ويتوسط العالم العربي قارات العالم القديم وهما آسيا وأفريقيا ، كما أن الوطن العربي يضم العديد من الصحاري والأقاليم، ويمتاز باتساعه وامتداده الكبير، كما أن الأراضي فيه متصلة ببعضها البعض ولا يوجد حواجز بينها.

## الحدود البحرية

### في الجانب الأفريقي
- في الغرب : تطل على المحيط الأطلسي من مصب نهر السنغال جنوباً حتى مضيق جبل طارق شمالاً.
- في الشمال: تطل على البحر المتوسط من طنجة غرباً حتى غزة شرقاً حتى الإسكندرونة شمالاً .
- في جنوب الجانب الأفريقي: تطل على المحيط الهندي من كسمايو بالصومال جنوبا حتى القرن الأفريقي شمالاً ثم غربا حتى باب المندب.

### في الجانب الآسيوي
- في الجنوب: يمتد من عدن غربا حتى رأس الحد بسلطنة عمان شرقا ماراً بالبحر العربي.
- في الشرق: يمتد من رأس الحد شمالاً مع ساحل خليج عمان حتى رأس مسندم ثم شط العرب شمال الخليج العربي بالعراق.[1]

## أعلى قمّة جبلية
تقع أعلى قمة في الوطن العربي في المغرب، ضمن سلسلة جبال أطلس الكبير، وتُدعى طوبقال الذي يرتفع حوالي 4167 متراً عن سطح البحر، وهو ثاني أعلى جبل في القارة الإفريقية [محل شك] بعد جبل كليمنجارو في تنزانيا بارتفاع 5800 متر.
أنظر أيضاً
أهل الصومال..الشعب العربي الذي صح نسبه إلى آل البيت ولا يتكلم العربية